# فرانك بارنت
فرانك بارنت هو محامي وسياسي أمريكي، ولد في 20 يوليو 1933 في أتلانتا في الولايات المتحدة، وتوفي في 15 يوليو 2016 في نوكسفيل في الولايات المتحدة. نشط حزبياً في الحزب الجمهوري. وقد انتخب حاكم ساموا الأمريكية ‏ (1 أكتوبر 1976 – 27 مايو 1977).